# Impossible Remixes
| Đánh giá chuyên môn | Đánh giá chuyên môn |
| Nguồn đánh giá      | Nguồn đánh giá      |
| Nguồn               | Đánh giá            |
| ------------------- | ------------------- |
| Allmusic            | [ 1 ]               |

Impossible Remixes là một album phối lại của ca sĩ nhạc pop-dance người Úc Kylie Minogue. Album đã được phát hành bởi hãng Mushroom Records vào ngày 10 tháng 8 năm 1998 tại Úc, gồm những bản phối trích từ album phòng thu thứ sáu của Minogue, Impossible Princess (1998). Impossible Remixes gồm một bản phối là "Breathe" của TNT đã không xuất hiện trong album phối trước của cô là Mixes (1998).

## Danh sách ca khúc
CD 1:
1. "Too Far" (Brothers in Rhythm mix) – 10:21
2. "Breathe" (TNT Club mix) – 6:45
3. "Did It Again" (Trouser Enthusiasts' Goddess of Contortion mix) – 10:22
4. "Breathe" (Tee's Freeze mix) – 6:59
5. "Some Kind of Bliss" (Quivver mix) – 8:39

CD 2:
1. "Too Far" (Junior Vasquez mix) – 11:44
2. "Did It Again" (Razor n Go mix) – 11:21
3. "Breathe" (Sash! Club mix) – 5:20
4. "Too Far" (Brothers in Rhythm dub mix) – 8:31
5. "Breathe" (Nalin & Kane remix) – 10:11